# Pierre Rabardel
Pierre Rabardel, né en 1945 à Dinan dans les Côtes-d'Armor, et mort en 2021 à Bobigny, est un scientifique, écrivain et sculpteur français spécialiste en ergonomie et en psychologie. Il a été professeur à l'Université Paris 8 de 1993 à 2010.

## Biographie
Pierre Rabardel est le petit-fils du résistant allemand Heinrich König (de).

### Carrière scientifique
Après une première carrière comme conseiller d'orientation psychologue, il soutient une thèse de doctorat sous la direction de Gérard Vergnaud sur le sujet de la didactique professionnelle et du dessin technique.
En 1989, il est nommé maître de conférence en psychologie, rattaché au laboratoire d'ergonomie, au Conservatoire national des arts et métiers. En 1993 il est nommé professeur d'ergonomie et de psychologie à l'université Paris 8. Son apport scientifique majeur à l'ergonomie et à la psychologie concerne "l'approche instrumentale" qui considère qu'un "artefact" se transforme en "instrument" au cours d'un processus appelé "genèse instrumentale", l'artefact évolue donc avec l'activité de l'utilisateur ; dans le cas d'une déviation par rapport à l'usage prévu par le concepteur, il parle de "catachrèse".
Il prend sa retraite en 2010.

### Carrière artistique
À partir de sa retraite, il devient sculpteur résident au 6b à Saint-Denis. Son premier roman policier, Chimère noire, est publié en 2011.

## Publications
- Les hommes et les technologies : Approche cognitive des instruments contemporains, Armand Colin, 1995  (ISBN 2-200-21569-X) [texte intégral]
- Ergonomie : concepts et méthodes, avec N. Carlin, M. Chesnais, N. Lan, G. Le Joliff, M. Pascal, Octarès Editions, 1998  (ISBN 2-906769-45-2)
- Chimère noire, Astoure, 2011  (ISBN 2-84583-297-4)
- HK Destins/Schicksale, Loco, 2021  (ISBN 978-2-84314-046-4)

### HK, destins
En 2021, il co-écrit avec Arno Gisinger une biographie de son grand-père, Henri Koenig (de), un résistant allemand au nazisme exilé près d’Agen pendant la Seconde Guerre mondiale.